# Krdžalijové

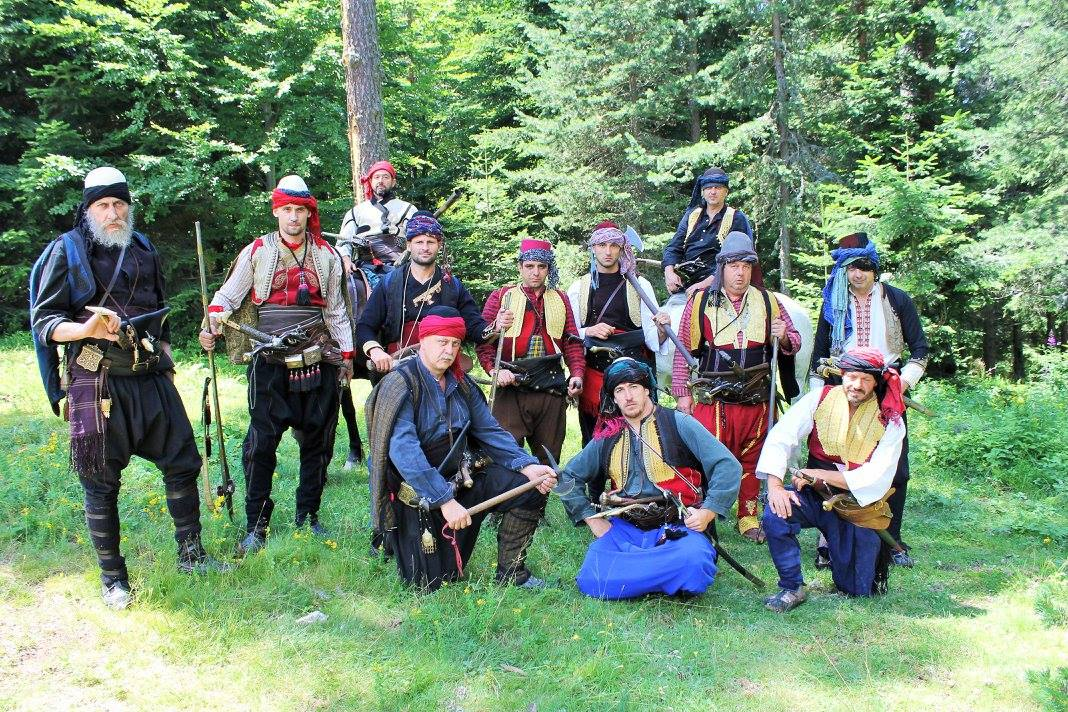
Historická rekonstrukce krdžalijů sdružením Chajduci z Plovdivu

Krdžalijové (bulharsky кърджалии – kărdžalii) byli příslušníci vojensky organizovaných tlup loupežníků působících na Balkánském poloostrově, v Osmanské říši a jejích vazalských státech, na přelomu 18. a 19. století za vlády Selima III. Název by neměl být spojován s názvem bulharského města Kardžali, které bylo v té době malou osadou.

## Název
Název kardžali pochází z turečtiny kırcalı, jako složenina slov kır – pole, calı – loupežník tj. polní lupič. Slovo krdžali se poprvé objevilo na počátku jejich nájezdů ve spojitosti s napadením vsi Kavakli. Popis této události poprvé obsahuje název karcılı eşkıyası. Někde se nazývali daalii (daalijové) z dağlı – horalé, tj. horští lupiči (daalı eşkıyası). Ve středních Rodopech se nazývali haiti nebo hajduti.

## Okolnosti
Hlavním důvodem vzniku a šíření loupežnictví byl úpadek centralizované moci v Osmanské říši v letech 1770 a 1780. Ten se urychlil po řadě neúspěšných válek vedených Vysokou portou, především jde o rusko-tureckou válku v letech 1768-1774 a následující rakousko-tureckou válku v letech 1787-1791 spolu s rusko-tureckou válkou, která byla o rok delší (1787–1792). Tyto války se promítly do opakované snahy o odstavení janičářů od moci, čímž byla snížena jejich akceschopnost a došlo k oslabení ústřední moci. Ta se pokusila reagovat reformami, které však zůstaly omezeny na centrum říše, a v odlehlejších oblastech naopak vládl k reformám odpor, protože rušily středověká privilegia. Tím byl podnícen separatismus u mnohých sultánových úředníků nebo těch, kteří se sami prohlásili za derebeje. Ovládali vesměs vzdálenější provincie a města, ale oproti ústřední vládě disponovali značně menší silou na omezeném území. Situaci navíc komplikovali Tataři, kteří uprchli z Novoruska poté, co ho dobyli Rusové.
Celý tento fenomén byl součástí pozdně feudálních nepokojů v Osmanské říši. V Bosně a Srbsku probíhal současně s pozdním hajductvím a hranice mezi nimi jsou nejasné. V severním Řecku jsou s ním spojováni kleftové, případně i armatolové. Řáděním krdžalijů bylo postiženo Valašské knížectví a především území dnešního Bulharska, kde se toto období nazývá kărdžalijské období a je ústní tradicí připomínáno jako strašná pohroma pro obyvatelstvo.
Jeho obyvatelstvo od Izmailu po Vidin se skládá částečně z krdžalijů, kteří tvoří něco jako milice, pocházejících z loupeživých skupin organizovaných v různých dobách zběhy z turecké armády. Nekonečné vnitřní spory učinily tuto milici agresivní. Byla dokonale vycvičena ve válečném umění a podřízena zkušeným nadřízeným, přičemž tyto vlastnosti využívala k provádění loupeží s velkým úspěchem. Mnozí z těchto velitelů byli svrženi více či méně tragickým způsobem. Nejznámější z nich v nedávné době byli: Pazvantoglu, Mustafa Bayraktar, stejně jako Pehlivan, zajatý, Kušak-Sale, vyhnaný Srby do Bělehradu, Topal Hafis, který bojoval proti Srbům, a nakonec Bosniak Aga, vyhnal Ahmeda effendiho z Rusčuku, jehož sklon k loupení byl rovnocenný s morálkou jemu podřízené milice. Nájezdy krdžalijů, s výjimkou provincií blízkých Balkánu, se rozšířily po Valašsku, kde vybrali významné kontribuce. Vládci tohoto knížectví si podle okolností buď často přáli, nebo se báli jejich nájezdů; příliš často, pod záminkou uspokojení požadavků krdžalijů, uspokojovali své vlastní zájmy a používali k tomu pochybné důvody.
kníže Michail Voroncov, nejstarší známá definice krdžalijů pocházející z jeho  Poznámek o válce Ruska s Portou, ze samostatné části Bulharsko

## Vznik
Demobilizovaní vojáci (obyčejní vojáci, spahiové a janičáři), kteří za daných okolností odmítli složit svoje zbraně, se nevraceli do svých domovů a kasáren a potulovali se po celé Rumélii, přičemž pro zajištění své obživy rabovali. Oddíly se zorganizovaly pod velením nejzkušenějších válečníků ze svých řad a zahrnovaly lidi různých etnik, národností a náboženství, které spojovalo pouze jejich vojenské povolání. Byli vyzbrojeni šavlemi a dlouhými puškami, pohybovali se na koních a byli oblečeni do nádherných uloupených oděvů. Připojila se k nim část místního obyvatelstva, která byla motivována rychlým ziskem.
První doloženou a významnou akcí je nájezd na bohaté město Moskopole na západním Balkáně, který provedl v roce 1769 Ali Paša Janinský. Svou obvyklou podobu získaly nájezdy v roce 1785, kdy tzv. „chaskovští lupiči“ (až 800 lidí) opustili vesnice v okolí Chaskova a měsíce běsnili v Thrákii a rozsévali paniku až k Sofii a Samokovu. Ve Staré Zagoře byli obyvateli odraženi, ale jejich nájezdy se nezastavily. 

## Vrchol
Po rychle uzavřeném míru s Ruskem ve Svištově shromážděné osmanské jednotky nemohly nadále provádět své tradiční nekontrolované přeshraniční loupežné výpady a pod vedením Emina Agy Chaskovského se shromáždilo asi 25 000 demobilizovaných vojáků v oblasti východní Staré planiny. Krdžalijové útočili, drancovali, vraždili civilisty a vypalovali města a vesnice a uloupené bohatství a kořist odváželi na tajná místa na úpatí východní Staré planiny a Rodopů. Nastolená anarchie vystavila opakovaným útokům vesnice a města, která až na výjimky nesměla být od nastolení osmanské moci opevněna. Během několika let krdžalijové zpustošili a zničili řadu vzkvétajících měst v Rumélii: Arbanasi, Stanimaka, Rakovo, Panagjurište, Koprivštica, Kalofer. Ušetřeny byly pouze pevnosti Silistra, Ruščuk, Varna, Edirne, Plovdiv a opevněná nebo horská města jako Kotel, Jambol, Karnobat, Ajtos a Stara Zagora. 
Diecéze byla zničena, vesnice nezůstaly, vypáleny krdžaliji a Pazvanovými hajduky, a lidé se rozptýlili do Valašska a dalších zemí.
Sofronij Vračanský
Oblasti, na kterých krdžalijové operovali, neodváděly Portě žádné poplatky, ale místní vládci je od obyvatel nadále vymáhali. Jejich vzestup k moci byl různý – Osman Pazvantoğlu, který se chopil moci ve Vidinu, se prohlásil vládcem samozvaně, naproti tomu Alemdar Mustafa byl správcem v Ruse, kterého jmenoval sultán. Kromě toho měli krdžalijové mnoho velitelů s menším okruhem působnosti jako Mustafa Şibiloğlu, Mehmed Sinap, Süleyman Tokatcikli, Indže vojvoda a Kara Feizi. Jejich doménou byla zejména Thrákie až k Egejskému moři, kam pronikl Kara Feizi v roce 1799. Některé z nich podporovala Porta nebo velkovezírové, aby je postavili proti janičářům, kterých se v Istanbulu obávali mnohem více. Vládci, kteří ovládali souvislá území, a mocnější velitelé krdžalijů chtěli okolností využít k získání trvalé politické moci a v roce 1796 vydali manifest, v němž prohlásili, že jsou loajálními poddanými sultána a že pracují pouze pro jeho slávu, kterou jeho nepřátelští ministři zločinně zamlžili, protože svými novými daněmi od něj chtěli odpudit srdce věřících. Současně lidé nařídili obyvatelům, aby platili pouze staré daně, jinak budou potrestáni ohněm a smrtí. Zatímco Alemdar Mustafa využil svoji moc k politické kariéře a získal od sultána dvorní hodnost a nakonec se stal velkovezírem, Osman Pazvantoğlu z obav před zradou sultánovu hodnost odmítl. V důsledku toho proti němu v roce 1796 vyrazil rumélský bejlerbej Mustafa paša se 40 000 muži a oblehl ho ve Vidinu, ale byl odražen. Poté shromáždil Pazvantoğlu 80 000 mužů a rozšířil svou moc. Přestože v roce 1797 byli jeho ozbrojenci spolu s krdžaliji neúspěšní při obléhání Vraci, táhli následně podél Dunaje na východ a dobyli Nikopol a Svištov a ohrožovali i Ruse a dotáhli až k Šumenu. Prostí lidé si to vysvětlovali tím, že Pazvantoğlu chce sesadit sultána a nahradit ho tatarským sultánem z rodu Gireitů a stát jeho velkovezírem. V obavách před jeho dalším postupem udělil sultán Pazvantoğlovi milost. Ten se pak obrátil na západ a podnikl výpady k Sofii, Niši, Kladovu, Bělehradu a na sever téměř do celého Valašska.

## Potlačení
Velká porta se s krdžaliji nemohla vypořádat po dlouhou dobu. Jedním z důvodů bylo i to, že krdžalijové svými penězi ovlivňovali rozhodování v Istanbulu. Teprve během prvního desetiletí 19. století se ústřední vládě podařilo postupně přijmout řadu opatření, jako amnestie, udělování privilegií krdžalijům za zabití jejich soudruhů, objednané vraždy prominentních velitelů, což vedlo k jejich časté výměně. Navíc dostalo obyvatelstvo od úřadů povolení opět vlastnit a nosit zbraně, což bylo po čtyři sta let přísně zakázáno, a vytvářet místní jednotky určené k potlačování potulných lupičských band. V Dobrudži, Thrákii a Makedonii byly vytvořeny silné turecko-bulharské ochranné sbory, které vedly místní významné osobnosti jako Ďado Nikola z Poibrene a pastýř Deli Mindo. Díky ozbrojení a opevnění města třímetrovou kamennou zdí se vpádu úspěšně ubránili obyvatelé Kotle a okolních vesnic, které vedli Božil Chorbadži a vojvoda Altınlı Stoyan.
Proti Pazvantoğlovi vyslala Porta Bostanci pašu s 1 500 muži organizovanými podle evropského vzoru a podařilo se jim omezit jeho moc od Silistry na jih od Dunaj a v roce 1801 vytlačit Pazvanova vojska od Kladova. Ovšem v květnu 1802 opět překročila Dunaj u Arčaru, Lomu a Calafatu, zmocnila se skladů soli ve městě Ocna v Karpatech, v důsledku čehož vypukla v Bukurešti panika a biskupové, bojaři, obchodníci, mniši, kněží, konzulové uprchli do Sedmihradska. Poté sultán stáhl svoje vojska od Dunaje, ale v roce 1804 přijal Kara Feizi od sultána milost a umožnil jeho vojskům vstoupit na jih od Staré planiny. Po několika zvratech nakonec převzal v roce 1804 funkci derebeje v Brezniku. Téhož roku se Osman Pazvantoğlu začal angažovat v srbském povstání, i když není jasné, na čí straně. Odštěpenectví trvalo i po jeho smrti v roce 1807, kdy se vlády po něm ujal Idris Molla. Jedním z prostředků, kterým ústřední vláda vyvíjela na Pazvantoğlua tlak, byla podpora vystěhovalectví z jím ovládaných oblastí. Do roku 1806 se do Ruské říše vystěhovalo zhruba 4 tisíce Bulharů a usazovali se především u Černého moře mezi Dněstrem a Prutem, méně pak v Tavrické gubernii. Emigrace zesílila po roce 1806 a celkový počet těchto emigrantů se odhaduje na 30 000. Další oslabení krdžalijů způsobili Rusové tím, že po smrti Alemdara Mustafy v roce 1808 přetáhli na svou stranu některé jejich veterány, jako byl Ahmed efendi, Milar bey, Remiz paša, kteří se uplatnili v dalších válkách. Vidinský vládce Idris Molla nebyl následně schopen odolávat vzrůstající moci nového sultána Mahmuta a v roce 1813 se mu pod podmínkou udělení milosti poddal.